# Brachyrhopala mutabilis
Brachyrhopala mutabilis là một loài ruồi trong họ Asilidae. Brachyrhopala mutabilis được Clements miêu tả năm 2000.